# Heterolaophonte livingstoni
Heterolaophonte livingstoni is een eenoogkreeftjessoort uit de familie van de Laophontidae. De wetenschappelijke naam van de soort is voor het eerst geldig gepubliceerd in 1999 door Apostolov & Pandourski.